# Битољски вилајет
Битољски вилајет (тур. Vilâyet-i Manastır) је био административно-управна јединица Османског царства од 1873. до 1912. године. Формиран је 1873. у склопу процеса административно-управних реформи Царства. Центар му је био у Битољу, где је заседао и управник ове области (валија) и где се налазила међуконфесионална обласна скупштина (идаре меџлис).
Вилајет је формиран као прилично велика управна област, која је обухватала западни део данашње западне Македоније, средишњи део Албаније и део северне Грчке. Простирао се на територији од приближно 32 000 km².
На северу је био ограничен ограничен Призренским вилајетом до његовог расформирања. а касније Косовским вилајетом од 1877. На југоистоку се граничио са Солунским вилајетом, на југу са Краљевином Грчком, на југозападу са Јањинским вилајетом, а на северу са Скадарским вилајетом.
Крајем 19. века Битољски вилајет је имао између 800.000 и 900.000 становника, а 1908. године тај број је порастао на 1.000.576.
Након Првог балканског рата Битољски вилајет је престао да постоји и подељен је између Краљевине Србије, Краљевине Грчке и Кнежевине Албаније

## Административна подела
По формирању вилајета у његов састав су улазили санџаци:
- Битољски санџак са казама: Битољском, Корчанском, Прилепском, Охридском, Костурском, Кожанском, реканском, Населичком (Анаселица), Леринском, Серфиџанском, Кичевском и Колоњском.
- Призренски санџак са казама: Призренском, Тетовском, Приштинском, Ђаковачком, Пећком, Гњиланском, Вучитрнском и Гусињском.
- Скадарски санџак са казама: Скадарском, Подгоричком, Тиранском, Кавајском, Акче Хисарском (Кроја) и Љешком.
- Скопски санџак са казама: Скопском, Кумановском, Штипском, Кривопаланачком, Радовишком, Кочанском и Кратовском.
- Дебарски санџак са казама: Горњо Дебарском, реканском, Елбасанском, Доњо Дебарском и Матском.

Со формирањем Скадарског вилајета, 1876. године, од Битољског вилајета је одузет Скадарски санџак, а формирањем Косовског вилајета одвојени су и Призренски и Скопски санџак.
Пред ослобођење 1912. Битољски вилајет се састојао из Битољског, Дебарског, Елбасанског, Корчанског и Серфиче санџака.

## Валије[6]
| Име                                     | Години                       |
| --------------------------------------- | ---------------------------- |
| Осман паша                              | септембар 1844 — август 1845 |
| Мехмед Селим паша Енесте Насеки         | август 1845 — март 1848      |
| Хафзи Мехмед паша Черкез                | март 1848 — мај 1850         |
| Исмаил паша Пајасли                     | мај 1850 — април 1851        |
| Мустафа Тосун паша                      | април 1851 — октобар 1853    |
| Али Риза Мехмед паша                    | новембар 1853 — февруар 1854 |
| Мазхар Осман паша Арнаут                | септембар 1858 — август 1859 |
| Ебубекир Рустем паша                    | август 1859 — март 1860      |
| Мустафа паша Алјанак                    | март 1860 — јули 1863        |
| Махмуд паша                             | јули 1863 — јануар 1864      |
| Исмаил Хак паша Шехсуварзаде Лесковакли | новембар 1865 — јули 1869    |
| —                                       | јули 1869 — јули 1874        |
| Ђурчи Али Саиб паша                     | јули 1874 — јануар 1875      |
| Бајтар Мехмед Рефет паша                | јануар 1875 — јуни 1875      |
| Мехмед Редиф паша Бурсали               | јуни 1875 — септембар 1875   |
| Ђурчи Али Саиб паша                     | септембар 1875 — мај 1876    |
| Ибрахим Девриш паша Ловчали             | мај 1876 — децембар 1876     |
| Абди паша Черкез                        | децембар 1876 — април 1877   |
| Асаф паша                               | април 1877 — март 1879       |
| Ахмед Мухтар паша Катърджиоглу          | март 1879 — август 1880      |
| Ахмед Ејуб паша                         | август 1880 — октобар 1884   |
| Али Кемали паша Солемезоглу             | октобар 1884 — август 1887   |
| Халил Рифат паша                        | август 1887 — јуни 1889      |
| Ахмед Ејуб паша                         | јуни 1889 — октобар 1889     |
| Мехмед Фаик паша Селаникли              | октобар 1889 — април 1895    |
| Абдулерим паша Бурсали                  | април 1895 — децембар 1901   |
| Хасан Едип паша                         | децембар 1901 — февруар 1903 |
| Али Риза паша                           | февруар 1903 — август 1903   |
| Ебубекир Хазим беј Тепејиран            | август 1903 — децембар 1906  |
| Ахмед Решид беј                         | децембар 1906 — февруар 1907 |
| Фахри паша                              | ноембар 1908 — октобар 1909  |
| Мехмед Решид паша Мектубизаде           | октобар 1909 — ноембар 1910  |
| —                                       | новембар 1910 — јануар 1912  |
| Али Мюнуф беј Јегенага                  | јануар 1912 — август 1912    |
| Бехчет Јусуф беј                        | 1 август 1912                |